# Coupe des clubs champions européens 1963-1964
Navigation
Édition précédente Édition suivante
La Coupe des clubs champions européens 1963-1964 a vu la victoire de l'Inter Milan. 31 équipes de 30 associations de football y ont pris part. La compétition s'est terminée le 27 mai 1964 par la finale au Stade Prater à Vienne.

## Premier tour
| Équipe 1                     | Résultat | Équipe 2                    | Aller | Retour | Appui |
| ---------------------------- | -------- | --------------------------- | ----- | ------ | ----- |
| Everton FC                   | 0 - 1    | FC Internazionale           | 0 - 0 | 0 - 1  | -     |
| AS Monaco FC                 | 8 - 3    | PAE AE Constantinople       | 7 - 2 | 1 - 1  | -     |
| Haka Valkeakoski             | 4 - 5    | AS La Jeunesse d'Esch       | 4 - 1 | 0 - 4  | -     |
| FK Partizan                  | 6 - 1    | Anorthosis Famagouste FC    | 3 - 0 | 3 - 1  | -     |
| KS Górnik Zabrze             | 3 - 2    | FK Austria Vienne           | 1 - 0 | 0 - 1  | 2 - 1 |
| VTJ Dukla Prague             | 8 - 0    | La Vallette FC              | 6 - 0 | 2 - 0  | -     |
| Distillery FC                | 3 - 8    | SL Benfica                  | 3 - 3 | 0 - 5  | -     |
| SFK Lyn Oslo                 | 3 - 7    | BV Borussia 09 Dortmund     | 2 - 4 | 1 - 3  | -     |
| Dundalk FC                   | 2 - 4    | FC Zurich                   | 0 - 3 | 2 - 1  | -     |
| Galatasaray SK               | 4 - 2    | Ferencváros TC              | 4 - 0 | 0 - 2  | -     |
| FK Partizani Tirana          | 2 - 3    | DFS Spartak Plovdiv         | 1 - 0 | 1 - 3  | -     |
| Esbjerg fB                   | 4 - 11   | Philips SV                  | 3 - 4 | 1 - 7  | -     |
| Royal Standard Club Liégeois | 1 - 2    | IFK Norrköping              | 1 - 0 | 0 - 2  | -     |
| CS Dinamo Bucarest           | 3 - 0    | SC Motor Jena               | 2 - 0 | 1 - 0  | -     |
| Rangers FC                   | 0 - 7    | Real Madrid CF              | 0 - 1 | 0 - 6  | -     |
| AC Milan                     | exempté  | en tant que tenant du titre |       |        |       |

## Huitièmes de finale

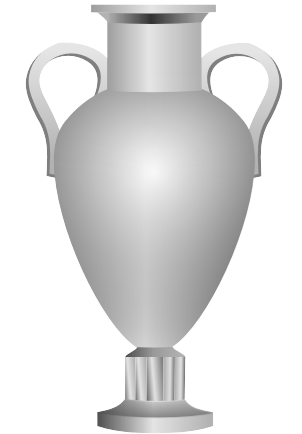
Ancien trophée de la Coupe des Champions (1956-1966). Image conçue par Riccardo de Conciliis.

| Équipe 1              | Résultat | Équipe 2                | Aller | Retour | Appui    |
| --------------------- | -------- | ----------------------- | ----- | ------ | -------- |
| FC Internazionale     | 4 - 1    | AS Monaco FC            | 1 - 0 | 3 - 1  | -        |
| AS La Jeunesse d'Esch | 4 - 7    | FK Partizan             | 2 - 1 | 2 - 6  | -        |
| KS Górnik Zabrze      | 3 - 4    | VTJ Dukla Prague        | 2 - 0 | 1 - 4  | -        |
| SL Benfica            | 2 - 6    | BV Borussia 09 Dortmund | 2 - 1 | 0 - 5  | -        |
| FC Zurich             | 4 - 4    | Galatasaray SK          | 2 - 0 | 0 - 2  | 2 - 2 ap |
| DFS Spartak Plovdiv   | 0 - 1    | Philips SV              | 0 - 1 | 0 - 0  | -        |
| IFK Norrköping        | 3 - 6    | AC Milan                | 1 - 1 | 2 - 5  | -        |
| CS Dinamo Bucarest    | 4 - 8    | Real Madrid CF          | 1 - 3 | 3 - 5  | -        |

## Quarts de finale
| Équipe 1         | Résultat | Équipe 2                | Aller | Retour |
| ---------------- | -------- | ----------------------- | ----- | ------ |
| FK Partizan      | 1 - 4    | FC Internazionale       | 0 - 2 | 1 - 2  |
| VTJ Dukla Prague | 3 - 5    | BV Borussia 09 Dortmund | 0 - 4 | 3 - 1  |
| Philips SV       | 2 - 3    | FC Zurich               | 1 - 0 | 1 - 3  |
| Real Madrid CF   | 4 - 3    | AC Milan                | 4 - 1 | 0 - 2  |

## Demi-finales
| Équipe 1                | Résultat | Équipe 2          | Aller | Retour |
| ----------------------- | -------- | ----------------- | ----- | ------ |
| BV Borussia 09 Dortmund | 2 - 4    | FC Internazionale | 2 - 2 | 0 - 2  |
| FC Zurich               | 1 - 8    | Real Madrid CF    | 1 - 2 | 0 - 6  |

## Finale
| Finale                         | FC Internazionale            | 3 – 1   | Real Madrid CF |                                                                                     |                                                                                     |
| Mercredi 27 mai 1964 19:30 CET | Mazzola 43e 76e · Milani 61e | (1 - 0) | 70e Felo       | Stade du Prater, Vienne Spectateurs : 71 333 Vidéo du match Arbitrage : Josef Stoll | Stade du Prater, Vienne Spectateurs : 71 333 Vidéo du match Arbitrage : Josef Stoll |
| Mercredi 27 mai 1964 19:30 CET | Armando Picchi 78e           | Rapport |                | Stade du Prater, Vienne Spectateurs : 71 333 Vidéo du match Arbitrage : Josef Stoll | Stade du Prater, Vienne Spectateurs : 71 333 Vidéo du match Arbitrage : Josef Stoll |